# Залеский, Алексей Иванович
Алексе́й Ива́нович Зале́ский (бел. Аляксей Іванавіч Залескі; род. 7 октября 1994, Першемайский, Гродненская область) — белорусский футболист, защитник жодинского «Торпедо-БелАЗ».

## Карьера

### Клубная
С 2010 года начал выступать за дубль минского «Динамо». В сезоне 2011 уже дебютировал в основной команде, сыграв в двух последних турах в стартовом составе «динамовцев». В 2012 году уже играл только за дубль.
В марте 2013 года был отдан в аренду клубу «Берёза-2010». За два года сумел закрепиться в центре защиты «Берёзы».
В феврале-марте 2015 года был на просмотре в «Граните» и «Слуцке», но не подошёл ни одному из клубов. В марте того же года снова тренировался с «Березой-2010», однако в апреле все же перешёл в «Слуцк» на правах аренды. Дебютировал в основной команде «Слуцка» 3 мая 2015 года, выйдя в стартовом составе в матче против «Гранита» (1:2).
В феврале 2016 «Слуцк» договорился с «Динамо» о продлении аренды на сезон 2016. В декабре того же года вернулся из аренды обратно.
В январе 2017 года, оставив столичный клуб, перешел в «Витебск». Начинал сезон 2017 в основе команды, играя на позициях центрального и левого защитника. В июле 2018 года был отдан в аренду минскому «Лучу» [10], где стал чаще появляться в стартовом составе.
В январе 2019 году по истечении срока действия контракта покинул «Витебск» [11] и присоединился к «Лучу» на прочной основе. В марте 2019 года «Луч» переехал в Могилев в объединился с местным «Днепром», Алексей попал в состав объединённой команды. Был основным защитником могилевского клуба, с 5 голами став вторым бомбардиром команды, однако по итогам сезона 2019 «Днепр» потерял место в Высшей лиге.
В январе 2020 года перешел в «Минск», где стал игроком основного состава. По окончании контракта в январе 2021 года покинул клуб. Позднее присоединился к казахстанскому «Каспию» и в марте был официально представлен в качестве игрока команды.
В январе 2022 года футболист перешёл в жодинское «Торпедо-БелАЗ». В январе 2023 года футболист покинул клуб по окончании срока действия контракта.
В январе 2023 года футболист вернулся в казахстанский клуб «Каспий». В июле 2023 года футболист покинул казахстанский клуб, после чего вернулся в жодинское «Торпедо-БелАЗ», подписав контракт до конца сезона-2024. По истечении срока соглашения покинул клуб из Жодино в декабре 2024 года. В составе «Торпедо-БелАЗ» стал обладателем Суперкубка Беларуси-2024, а также двух бронзовых наград.
В январе 2025 года стал футболистом «МЛ Витебск».

### В сборной
Играл за различные юношеские сборные Беларуси. В 2013—2016 годах выступал за молодёжную сборную Беларуси.

## Статистика
| Сезон    | Дивизион | Клуб            | Страна                    | Матчи | Голы |
| -------- | -------- | --------------- | ------------------------- | ----- | ---- |
| 2010     | дубль    | Динамо (Минск)  | Флаг Беларуси (1995—2012) | 3     | 0    |
| 2011     | Д1       | Динамо (Минск)  | Флаг Беларуси (1995—2012) | 2     | 0    |
| 2012     | дубль    | Динамо (Минск)  | Флаг Беларуси             | ?     | 5    |
| 2013     | Д2       | Берёза-2010     | Флаг Беларуси             | 20    | 0    |
| 2014     | Д2       | Берёза-2010     | Флаг Беларуси             | 24    | 0    |
| 2015     | Д1       | Слуцк           | Флаг Беларуси             | 17    | 0    |
| 2016     | Д1       | Слуцк           | Флаг Беларуси             | 24    | 1    |
| 2017     | Д1       | Витебск         | Флаг Беларуси             | 21    | 0    |
| 2018 (1) | Д1       | Витебск         | Флаг Беларуси             | 13    | 0    |
| 2018 (2) | Д1       | Луч (Минск)     | Флаг Беларуси             | 13    | 0    |
| 2019     | Д1       | Днепр (Могилёв) | Флаг Беларуси             | 26    | 5    |
| 2020     | Д1       | Минск           | Флаг Беларуси             | 25    | 1    |

## Достижения
«Торпедо-БелАЗ»
- Обладатель Суперкубка Беларуси: 2024
- Бронзовый призер чемпионата Беларуси (2): 2023, 2024.

## Семья
Старший брат Алексея Андрей также является профессиональным футболистом.